# Il Gran Porcello
Il Gran Porcello è un album del 2001 di Leone Di Lernia.

## Tracce
- Pappagallo
- Chinotto
- Sur water
- Pulisci
- La mucca Carolina
- U gatt è murt
- Il gran porcello
- È una pernacchia
- San pagano
- Dici ca si spagnola